# ماري لويز بروير

ماري لويز بروير في سنة1950

ماري لويز بروير (بالفرنسية: Marie-Louise Bruyère)‏، المعروفة في باسم مدام برويير، أو ببساطة برويير (تُلفظ برويير)،  كانت مصممة أزياء فرنسية في الثلاثينيات والأربعينيات والخمسينيات من القرن الماضي، وعملت في باريس، حيث صدّرت خطوط الموضة الخاصة بها إلى الخارج.

## سيرة شخصية
ولدت ماري لويز بروير في فرنسا سنة 1884 وتوفيت بعد عام 1959. 